# Tscherljany
Tscherljany (ukrainisch Черляни; russisch Черляны, polnisch Czerlany) ist ein Dorf in der westukrainischen Oblast Lwiw mit etwa 570 Einwohnern.
Am 12. Juni 2020 wurde das Dorf ein Teil der neu gegründeten Stadtgemeinde Horodok im Rajon Lwiw, bis dahin gehörte es mit den Dörfern Tscherljanske Peredmistja (Черлянське Передмістя), Stodilky und Uhry zur Landratsgemeinde Uhry im Rajon Horodok.

## Geschichte
Der Ort wurde im Jahre 1408 als Czerlenye erstmals urkundlich erwähnt, als die römisch-katholischen Einwohner (also ohne Ruthenen) des Dorfes das Magdeburger Recht erhielten, obwohl das Dorf später auf ruthenischem Recht funktionierte. Später wurde es als Czerlany (1463), Czyrlany (1473), Czerlany (1492), Czerliani (1578), danach Czerlany erwähnt. Der Name bezeichnet die Bewohner eines roten Orts.
Der Ort gehörte zunächst zum Lemberger Land in der Woiwodschaft Ruthenien der Adelsrepublik Polen-Litauen. Bei der Ersten Teilung Polens kam das Dorf 1772 zum neuen Königreich Galizien und Lodomerien des habsburgischen Kaiserreichs (ab 1804).
Im Jahre 1900 hatte die Gemeinde Czerlany 168 Häuser mit 1099 Einwohnern, davon 834 polnischsprachige, 254 ruthenischsprachige, 11 deutschsprachige, 568 römisch-katholische, 478 griechisch-katholische, 53 Juden.
Nach dem Ende des Polnisch-Ukrainischen Kriegs 1919 kam die Gemeinde zu Polen. Im Jahre 1921 hatte sie 200 Häuser mit 1037 Einwohnern, davon 609 Polen, 428 Ruthenen, 581 römisch-katholische, 445 griechisch-katholische, 11 Juden (Religion).
Im Zweiten Weltkrieg gehörte der Ort zuerst zur Sowjetunion und ab 1941 zum Generalgouvernement, ab 1945 wieder zur Sowjetunion, heute zur Ukraine.